# Martin Hovorka
Martin Hovorka (* 7. dubna 1954 Mladá Boleslav) je český manažer, veterinární lékař, pedagog a politik, v letech 1997 až 2022 ředitel Zoo Brno, v letech 2000 až 2004 zastupitel Jihomoravského kraje a v letech 1998 až 2010 zastupitel městské části Brno-Žabovřesky (navíc v letech 2002 až 2006 radní MČ). V minulosti člen US / US-DEU a ODS, později kandidoval jako nestraník za hnutí PŘÍSAHA.

## Život
Po maturitě na Střední škole veterinární v Hradci Králové[zdroj?] vystudoval v roce 1984 Vysokou školu veterinární v Brně, kde získal titul doktora veterinární medicíny (MVDr.) v oboru všeobecné veterinární lékařství. Svá studia rozšířil postgraduálním doktorským studiem v oboru veřejné veterinářství a ochrany zvířat na Fakultě veterinární hygieny a ekologie Veterinární a farmaceutické univerzity Brno. Dále absolvoval studium finančního managementu a efektivního řízení na české pobočce britské The Open University Business School a podnikové hospodářství a management ve švýcarské vzdělávací nadaci Transfer.[zdroj⁠?!]
Svoji profesní dráhu začal v letech 1984 až 1986 jako odborný asistent na katedře epizootologie a později v letech 1988 až 1990 na katedře výživy Vysoké školy veterinární v Brně, mezitím byl v letech 1986 až 1988 vedoucím živočišného úseku JZD v Čejči. Po sametové revoluci byl v letech 1990 až 1996 předsedou zemědělského družstva Šitbořice. V letech 1997 až 2022 zastával funkci ředitele Zoologické zahrady města Brna (od 2013 název Zoo Brno a stanice zájmových činností), tu se mu podařilo postupně rozšiřovat a modernizovat.
Martin Hovorka je ženatý. S manželkou Alenou má dvě děti – dceru Ivu a syna Tomáše. Od roku 1978 žije v brněnské městské části Žabovřesky. Mezi jeho zájmy patří literatura, příroda, turistika a sport.

## Politické působení
V komunální politice se angažoval v městské části Žabovřesky v letech 1998–2010 (v roce 1998 lídr kandidátky Unie svobody (US), v roce 2002 jako člen US-DEU a v roce 2006 jako člen ODS). Během svého působení zde zastával funkce neuvolněného radního, předsedy bytové komise a předsedy finančního výboru. Byl také odpovědný za transformaci Technických služeb Žabovřesky na akciovou společnost ASA služby Žabovřesky, kde působil v letech 1999 až 2011 jako jednatel.
V roce 2000 byl zvolen do Zastupitelstva Jihomoravského kraje jako člen Unie svobody (US) na kandidátce Čtyřkoalice. Zde zastával pozici předsedy klubu zastupitelů za Čtyřkoalici, člena Regionální rady soudržnosti NUTS II Jihovýchod, místopředsedy Výboru pro hospodářský rozvoj a dopravu a předsedy krajské komise životního prostředí. V této roli se podílel na vytvoření koncepce odpadového hospodářství Jihomoravského kraje a v letech 2003 až 2005 zastupoval kraj v představenstvu akciové společnosti SAKO Brno. Post krajského zastupitele obhajoval v krajských volbách v roce 2004 již jako nestraník za hnutí Nestraníci pro Moravu (NPM) na kandidátce subjektu „Sdružení nezávislých kandidátů“, ale neuspěl.

## Kandidatura do Senátu
Po úmrtí senátora Romana Krause v říjnu 2024 byly vyhlášeny doplňovací volby do Senátu PČR v obvodu č. 60 – Brno-město. Martin Hovorka v těchto volbách kandidoval jako nestraník za politické hnutí Přísaha. Skončil na předposledním 5. místě s 4,38 % hlasů.